# Podskale (województwo świętokrzyskie)
Podskale – wieś w Polsce położona w województwie świętokrzyskim, w powiecie kazimierskim, w gminie Opatowiec. Leży przy drodze krajowej nr 79.
| SIMC    | Nazwa     | Rodzaj    |
| ------- | --------- | --------- |
| 0257986 | Rzeczyska | część wsi |

W latach 1975–1998 miejscowość administracyjnie należała do województwa kieleckiego.